# غزیر، لبنان

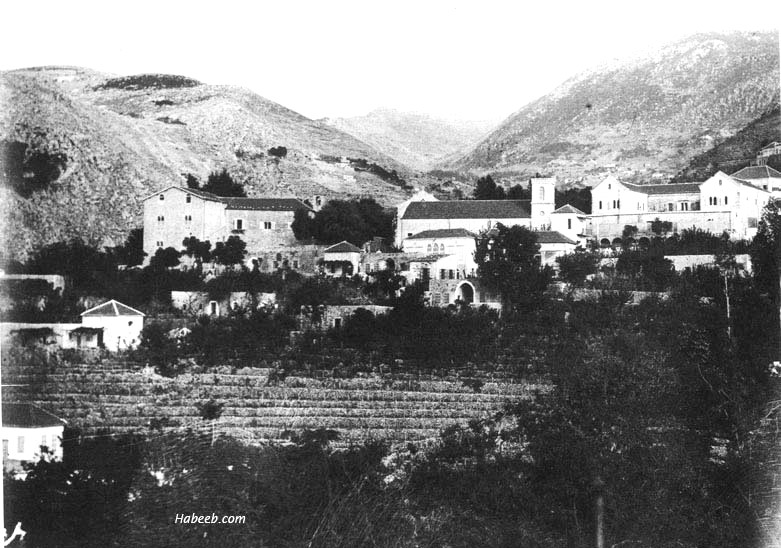
تصویری از غزیر در اواخر عصر عثمانی

غزیر (به عربی: غزير) یک منطقهٔ مسکونی در لبنان است که در شهرستان کسروان واقع شده‌است.
 غزیر ۵٫۴۲ کیلومتر مربع مساحت دارد  ۳۸۰ متر بالاتر از سطح دریا واقع شده‌است.